# Aeschi (Adelsgeschlecht)
Die Ritter von Aeschi (oder von Esche) waren ein Ministerialengeschlecht im Kanton Solothurn. Sie nannten sich nach der Burg in der Nähe des Burgäschisees auf dem Gebiet der Gemeinde Aeschi im Ostteil des solothurnischen Bezirks Wasseramt.

## Burg bei Aeschi
Die Burg, die auf einem Moränenrücken zwischen dem See und dem Chlepfibeerimoos stand, kam schon im späten 13. Jahrhundert in den Besitz der in der Umgebung begüterten Herren vom Stein. 1332 wurde die Burg im Gümmenenkrieg von den Truppen Berns und Solothurns erobert und zerstört. Heute sind davon keine Überreste mehr zu sehen. Nur in Flurnamen ist die Erinnerung an die Anlage überliefert. Archäologische Ausgrabungen in den Jahren 1955 und 1956 wiesen den gemauerten Grundriss der Burg nach und brachten mittelalterliche Fundobjekte zum Vorschein.

## Personen
Ritter Cuno von Esche besass bis 1252 ein Lehen des St. Ursenstifts in Solothurn in Aeschi. 
Vertreter der von Esche sind im 13. Jahrhundert bei Waldshut (Deutschland) belegt. Friedrich von Esche trat 1289 im Umfeld des Klosters St. Blasien auf.
Nikolaus von Esche war um 1333 Burger in der Stadt Bern. Er besass einen Teil der Herrschaft Halten. 